# Gracia Real de Santa Teresa de Mosé

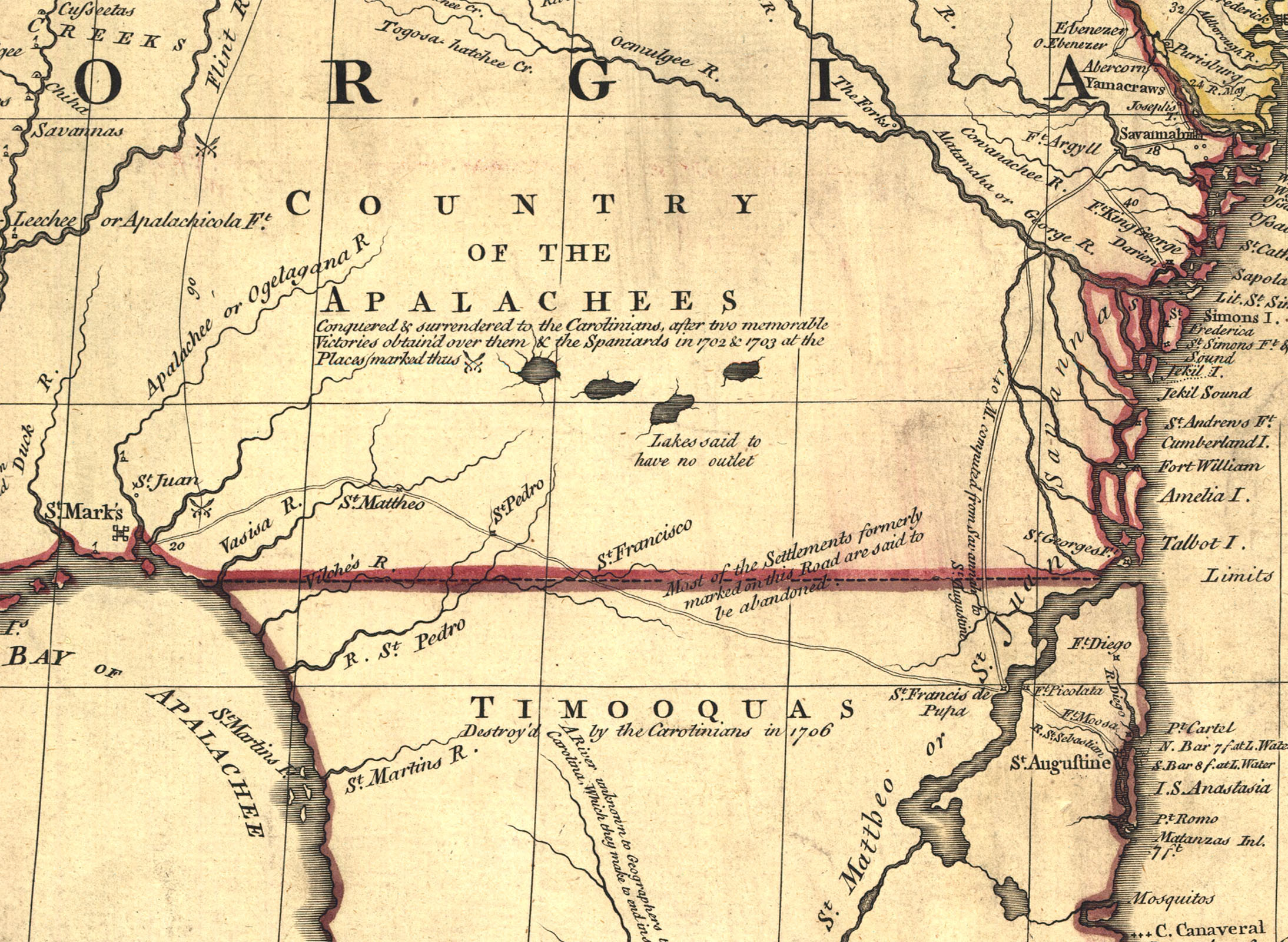
En samtida brittiska karta visar Gracia Real de Santa Teresa de Mosés belägenhet norr om San Agustín, Florida (Fort Moosa).

Gracia Real de Santa Teresa de Mosé (eng: Fort Mose) var ett befäst samhälle av fria afrikaner under spanskt beskydd, beläget ca 3 km norr om San Agustín, Florida. Det grundades år 1738 av afrikaner som undkommit från slaveriet i de brittiska kolonierna. När Florida efter Sjuårskriget avträddes till Storbritannien år 1763 evakuerades befolkningen året därpå till Kuba.

## Bakgrund
Den spanska kolonisationen medförde en drastisk befolkningsminskning Florida, framförallt genom en epidemisk spridning av europeiska sjukdomar mot vilka den lokala befolkningen saknade motståndskraft. Sedan kolonin Carolina grundats 1629 gjorde de engelska kolonisterna tillsammans med indianska förbundna ursprungsbefolkningen i Florida till offer för sina slavjakter. Aggressionen kulminerade i Apalacheemassakern 1702-1709, som ledde till att Florida avfolkades utanför San Agustín och Pensacola. För att återbefolka Florida välkomnade de spanska myndigheterna inflyttning av indianer och afrikaner, bara de svor trohet mot den spanska kronan. Redan år 1687 hade de spanska myndigheterna inofficiellt erbjudit asyl till afrikaner som rymt ur brittiskt slaveri. År 1693 blev denna politik officiell då man erbjöd frihet för förrymda slavar som övergick till katolicismen. När kolonin Georgia grundades 1733, kungjorde de spanska myndigheterna åter att slavar kunde finna en fristad i spanska Florida, om de övergick till katolicismen och tjänade den spanska kronan i fyra år.

## Mosé bildas 1738

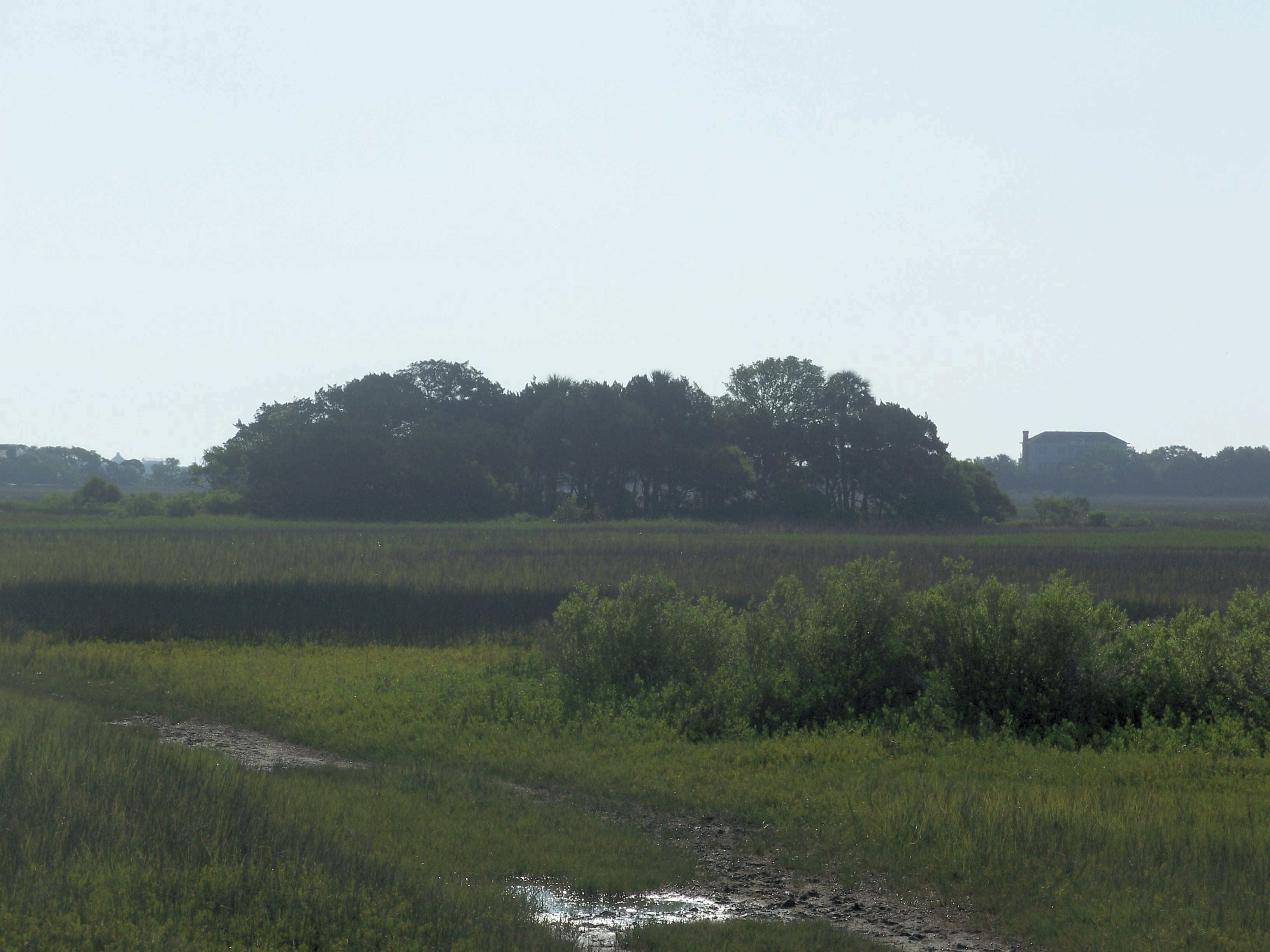
Efter återuppbyggnaden 1749 var Gracia Real de Santa Teresa de Mosé beläget på den plats där denna träddunge står idag.

När antalet afrikaner som undkommit det brittiska slaveriet ökade i San Agustín förlänade den spanske guvernören dem 1738 ett samhälle omkring tre kilometer norr om staden under namn av Gracia Real de Santa Teresa de Mosé. Det var strategiskt beläget för att ingå i stadens försvar och befästes under ledning av en spansk officer. Ungefär 100 afrikanska män, kvinnor och barn flyttade till Mosé. De var förrymda slavar från de brittiska kolonierna, fria afrikaner från spanska Florida och frigivna slavar från San Agustín. Invånarna förväntades leva på jordbruk och leverera en del av överskottet till stadens försörjning. En franciskanermunk fick till uppgift att ge invånarna religiös undervisning. De lovade att försvara Kronan Spanien och "den heliga katolska tron".

## Britternas anfall 1740
Existensen av ett fritt afrikanskt samhälle i Flordia var en lockelse för många slavar. De angränsande brittiska kolonier vars ekonomier var grundade på slavarbetskraft såg däremot Mosé som ett hot. Under Kriget om Jenkins öra inledde därför South Carolina och Georgia år 1740 ett anfall mot spanska Florida under ledning av James Oglethorpe. Målet för anfallet var att utplåna Mosé och återföra förrymda slavar till sina engelska ägare. När de anglo-indianska angriparna anföll försökte invånarna i Mosé under en kort tid att försvara sig, innan de tog sin tillflykt till San Agustín. Angriparna besatte Mosé, som de kallade Fort Mose, och började belägra San Agustín. Belägringen var utan resultat och på sommaren år 1740 stormade och återtog en kombinerad styrka av spanjorer, afrikaner och indianer Mosé. Striderna var mycket hårda, samhället stacks i brand, och två-tredjedelar av den brittiska besättningen dödades eller tillfångatogs. Några veckor senare lämnade britterna Florida och återvände till Georgia.

## Mosé återuppbyggs 1749
Efter att Mosé hade förstörts år 1740 bodde dess invånare som fria människor i San Agustín i ett decennium. År 1749 började de spanska myndigheterna bygga upp Mosé som ett befäst samhälle igen. Syftet var att förstärka försvaret av staden mot anglo-indianska överfall och guvernören ville att Mosés gamla invånare skulle återvända. Men de var först inte villiga att flytta tillbaka, därför att de inte ville underkasta sig de vedermödor som var förenade med att bo i ett befäst samhälle med ett militärt uppdrag. År 1752 hade de dock övertalats att återvända.

## Mosé evakueras 1763
Efter Sjuårskriget avträdde Spanien Florida till Storbritannien genom freden i Paris år 1763. Brittisk välde betydde införande av en strikt rasbaserad slavlagstiftning och återförande i slaveri av alla förrymda slavar och deras barn. Detta drabbade dock inte invånarna i Mosé eftersom alla spanjorer, alla fria afrikaner och de med spanjorerna allierade indianerna i Florida år 1764 evakuerades till Kuba. De fria afrikanerna från Mosé lokaliserades tillsammans med andra evakuerade i ett nytt samhälle, San Augustín De La Nueva Florida, vanligen kallat Ceiba Mocha, i provinsen Matanzas.